# ديفيد برادلي نيلي
ديفيد برادلي نيلي هو سياسي كندي، ولد في 18 ديسمبر 1873، وتوفي في 4 مايو 1925. نشط حزبياً في الحزب الليبرالي الكندي. وقد انتخب عضو المجلس التشريعي في ساسكاتشوان ‏ وانتخب عضو مجلس العموم الكندي.